# Schloss Friedrichsfelde
Das Schloss Friedrichsfelde ist ein im frühklassizistischen Baustil gestaltetes Schloss im Tierpark Berlin im Ortsteil Friedrichsfelde des Berliner Bezirks Lichtenberg.

## Geschichte
Es wurde 1685 als Schloss Rosenfelde vom kurbrandenburgischen Generalmarinedirektor Benjamin Raule erbaut. Dieser erste fünfachsige Bau wurde vermutlich nach Plänen von Johann Arnold Nering im holländischen Landhausstil errichtet. Im Jahr 1698 fiel Raule in Ungnade, er wurde inhaftiert und enteignet. Das Schloss fiel an den preußischen Kurfürsten und späteren König Friedrich I. und wurde in Friedrichsfelde umbenannt.

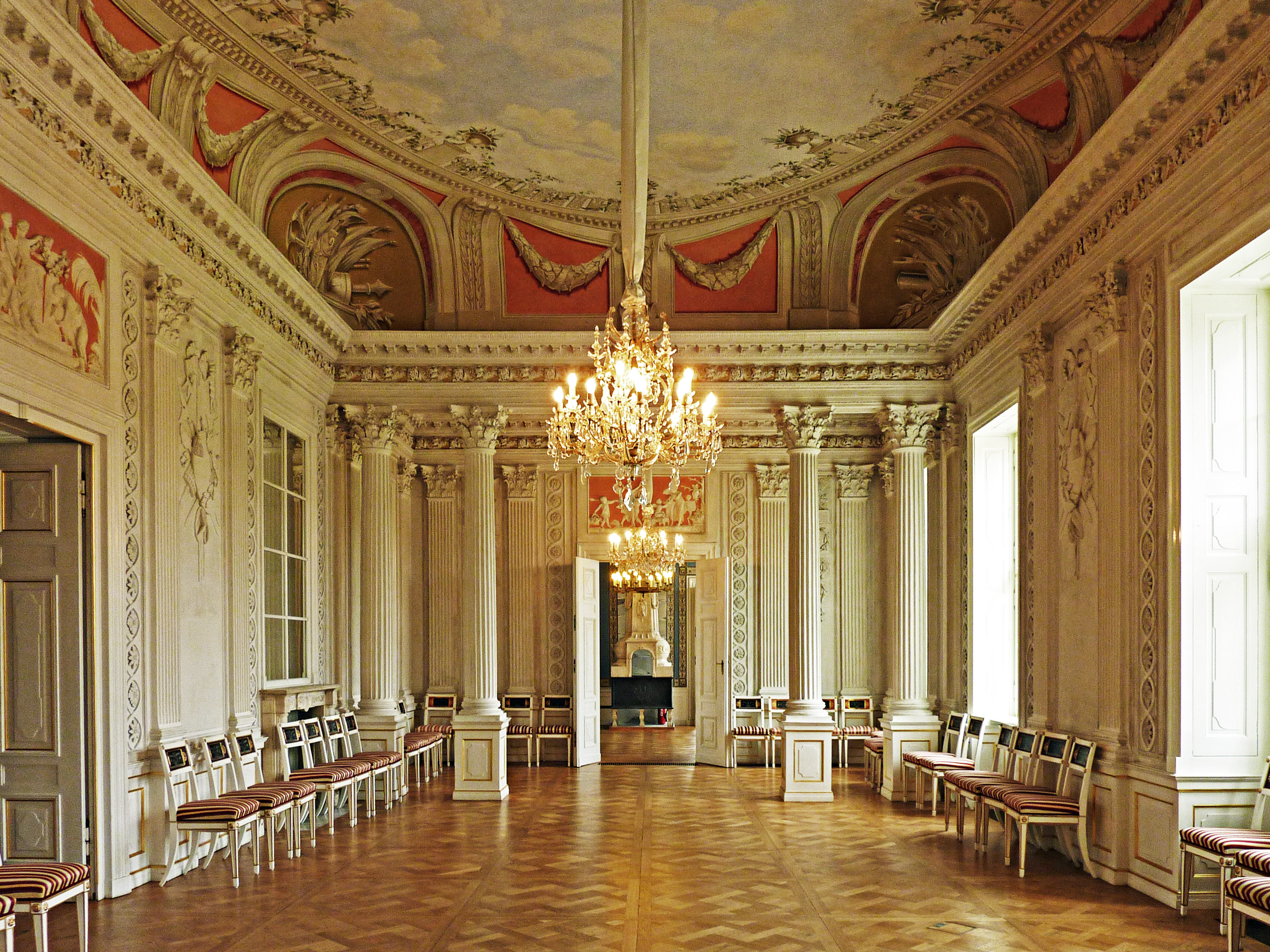
Frühklassizistischer Festsaal

Tympanon über dem Eingang

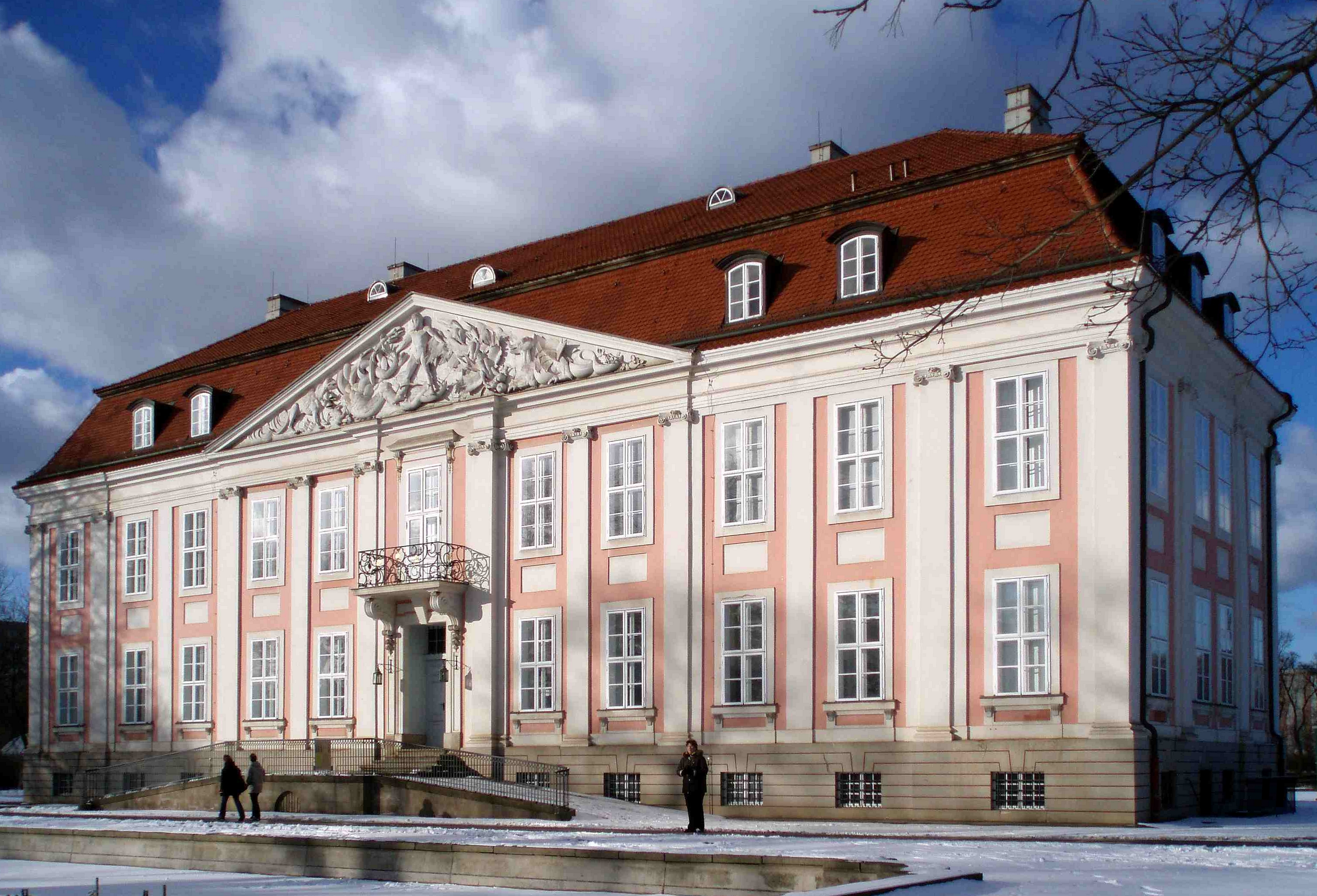
Südseite des Schlosses mit Auffahrt

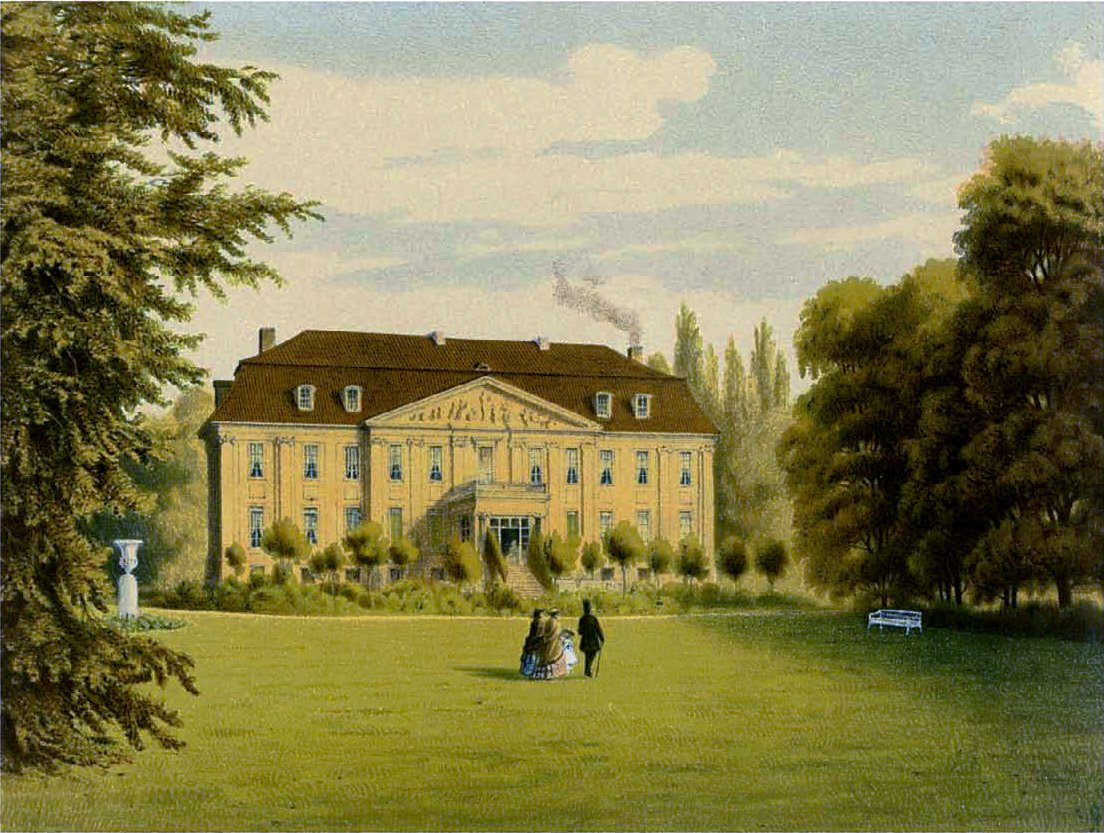
Schloss Friedrichsfelde 1857, Nordseite mit kleinem Anbau, Sammlung Alexander Duncker

Nach dem Tod des Königs wurde der Besitz 1717 an dessen Halbbruder Markgraf Albrecht Friedrich von Brandenburg-Schwedt übereignet und 1719 durch Hofbaumeister Martin Heinrich Böhme um je drei Achsen nach Osten und Westen auf seine heutige Breite vergrößert und mit einer dreiflügeligen barocken Treppe aus Eichenholz versehen. Nach seinem Tod 1731 erbte sein Sohn Karl das Schloss. 1762 gelangte das Schloss in die Hände des Prinzen Ferdinand von Preußen, des jüngsten Bruders Friedrichs des Großen. 1772 wurde Louis Ferdinand von Preußen dort geboren. Prinz August Ferdinand hatte mit dem Schloss große Pläne; es sollte durch Umbauten von Carl von Gontard ähnlich prunkvoll wie Schloss Rheinsberg werden. Allerdings entschied er sich anders und ließ sich im Berliner Tiergarten das Schloss Bellevue erbauen, das er 1785 bezog.
Im späteren Verlauf wurde das Schloss mehrmals verkauft: 1785 an den Herzog von Kurland, Peter von Biron (dessen vierte Tochter Dorothea von Sagan im Schloss geboren wurde), der den Festsaal klassizistisch umgestalten ließ, 1799 an den Hofbuchdrucker Georg Jakob Decker und 1800 an die Herzogin Katharina von Holstein-Beck, die es bis zu ihrem Tode 1811 bewohnte. Die Fassade wurde im frühklassizistischen Stil umgestaltet. Die heutige Form erhielt das Schloss im Jahr 1800. Die Herzogin veranstaltete im Park und im Schloss große Feste mit Theatervorstellungen, Schäferspielen und Jahrmarktsfesten, an denen die Bewohner des Dorfes Friedrichsfelde teilnehmen konnten. Nach dem Tod von Prinzessin Katharina von Holstein-Beck im Jahr 1811 erbten ihre Kinder, Fürst Iwan Iwanowitsch Barjatinski und Gräfin Anna Iwanowna Barjatinskaja, das Schloss.
Für einige Tage diente das Schloss Friedrichsfelde dem Feldmarschall Davout, der in Napoleons Diensten stand, als Hauptquartier beim Feldzug von 1807.
Die beiden Erben gestatteten auch, dass der auf Seite Napoleons kämpfende erste König von Sachsen, Friedrich August I., in Friedrichsfelde „einquartiert“ wurde: Von Juli 1814 bis Februar 1815 war er hier gefangen. Die Zahlung der Pacht erfolgte aus der Kasse des Königs, der auch für seine Versorgung und die seiner Bediensteten aufkommen musste. Mit seiner Abreise endete auch das höfische Leben in Friedrichsfelde.
Schließlich wurde das Schloss im Jahr 1816 von Carl von Treskow gekauft, der auf dem Anwesen eine Gutswirtschaft betrieb. 1818 wurde Julius von Treskow im Schloss  geboren. Die auch heute noch erkennbare Gartenanlage wurde 1821 von Peter Joseph Lenné angelegt. Mitte des 19. Jahrhunderts umfasste Gut Friedrichsfelde 518 ha. Im Schlosspark, auf dem Gelände des heutigen Tierparks, liegt eine Erbbegräbnisstätte der Familie von Treskow-Friedrichsfelde. 1864 wurde im Schloss Friedrichsfelde der Politiker Sigismund von Treskow geboren. Er vermachte bei seinem Tod Friedrichsfelde seiner Groß-Nichte und Adoptivtochter Ursula von Sydow, geb. von Criegern (1910–2000), die Manfred von Sydow, einen Ur-Ur-Enkel Wilhelm von Humboldts geheiratet hatte. Bei der letzten Erhebung war die Größe des Ritterguts Friedrichsfelde weiterhin stabil bei 508 ha.
Den Zweiten Weltkrieg überstand das Schloss relativ unbeschädigt. Nach der Enteignung im Zuge der Bodenreform verfielen sowohl das Bauwerk als auch der umgebende Schlosspark. Von 1946 bis 1948 ließ sich Charlotte von Mahlsdorf die Verwaltung des Schlosses übertragen. Sie führte Reparaturarbeiten durch und brachte hier ihre Möbelsammlung unter.
Als 1954 der Beschluss zur Anlage eines eigenen Tierparks für Ost-Berlin gefasst wurde, diente das Schloss für einige Jahre als Sitz der Organisatoren für den Umbau des Gartens; Teile des Gebäudes wurden als Stallungen des Tierparks verwendet. Erst im Zeitraum zwischen 1970 und 1981 wurde das Schloss auf Initiative des Tierparks Berlin renoviert. Der damalige Tierparkdirektor Heinrich Dathe setzte sich massiv für den Erhalt des Schlosses ein und verhinderte Pläne zum Abriss.
Heute gehört das Schloss wieder dem Tierpark Berlin. Es sind dort, neben der originalen Treppe und Fresken im Festsaal, bildende und angewandte Kunst des 18. und 19. Jahrhunderts zu sehen, darunter ein Gemälde von Karl Friedrich Schinkel, zahlreiche Adelsporträts, vier Räume mit Wandbespannungen (bemalte Stofftapeten) und aus Eisen gegossene Möbel sowie Schmuckstücke. Es ist zentraler Ort des jährlich stattfindenden Barockfestes Rokoko. Für die Zukunft ist eine Ausstellung über die zoologische Geschichte Berlins vorgesehen.
Bibliothek, Archiv und Teile der Verwaltung des Tierparks sollen nach aufwendigen Sanierungsmaßnahmen (veranschlagte Kosten: vier Millionen Euro) hier einziehen. Betreut wird das Schloss ehrenamtlich von der Fördergemeinschaft von Tierpark Berlin und Zoo Berlin e. V., deren Vorsitzender Thomas Ziolko ist. Die Fördergemeinschaft organisiert auch die Konzerte im Schloss, die seit November 2008 wieder regelmäßig stattfinden.
Ein Miniaturmodell des Schlosses im Maßstab 1:25 ist im Modellpark Berlin-Brandenburg ausgestellt.

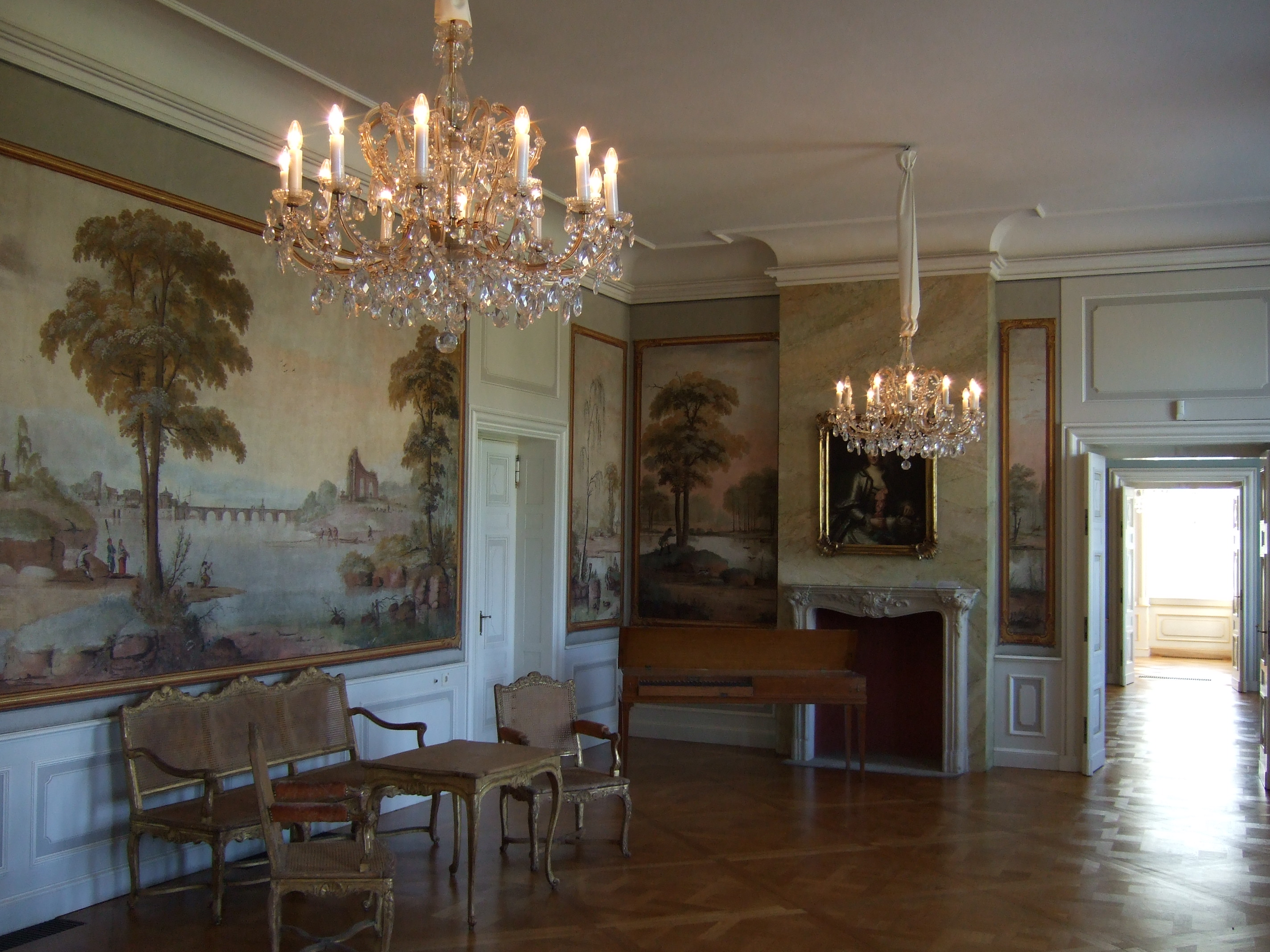
Gartensaal mit bemalten Tapeten aus der ehemaligen Königlichen Oberförsterei Kloster Zinna bei Jüterbog, um 1770
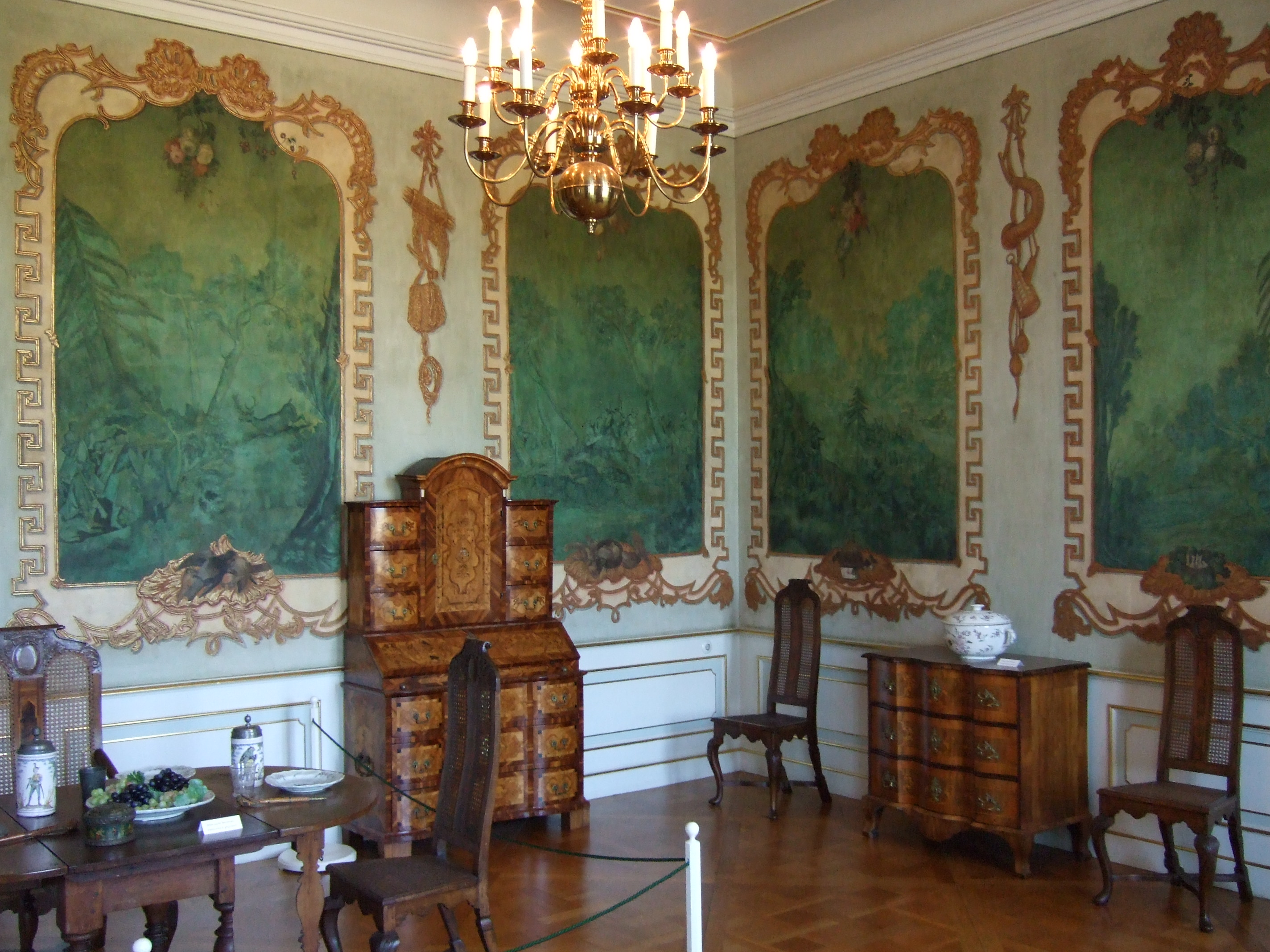
Jagdzimmer mit bemalten Tapeten aus Schloss Ostrau bei Bitterfeld in Sachsen-Anhalt, um 1720/1730
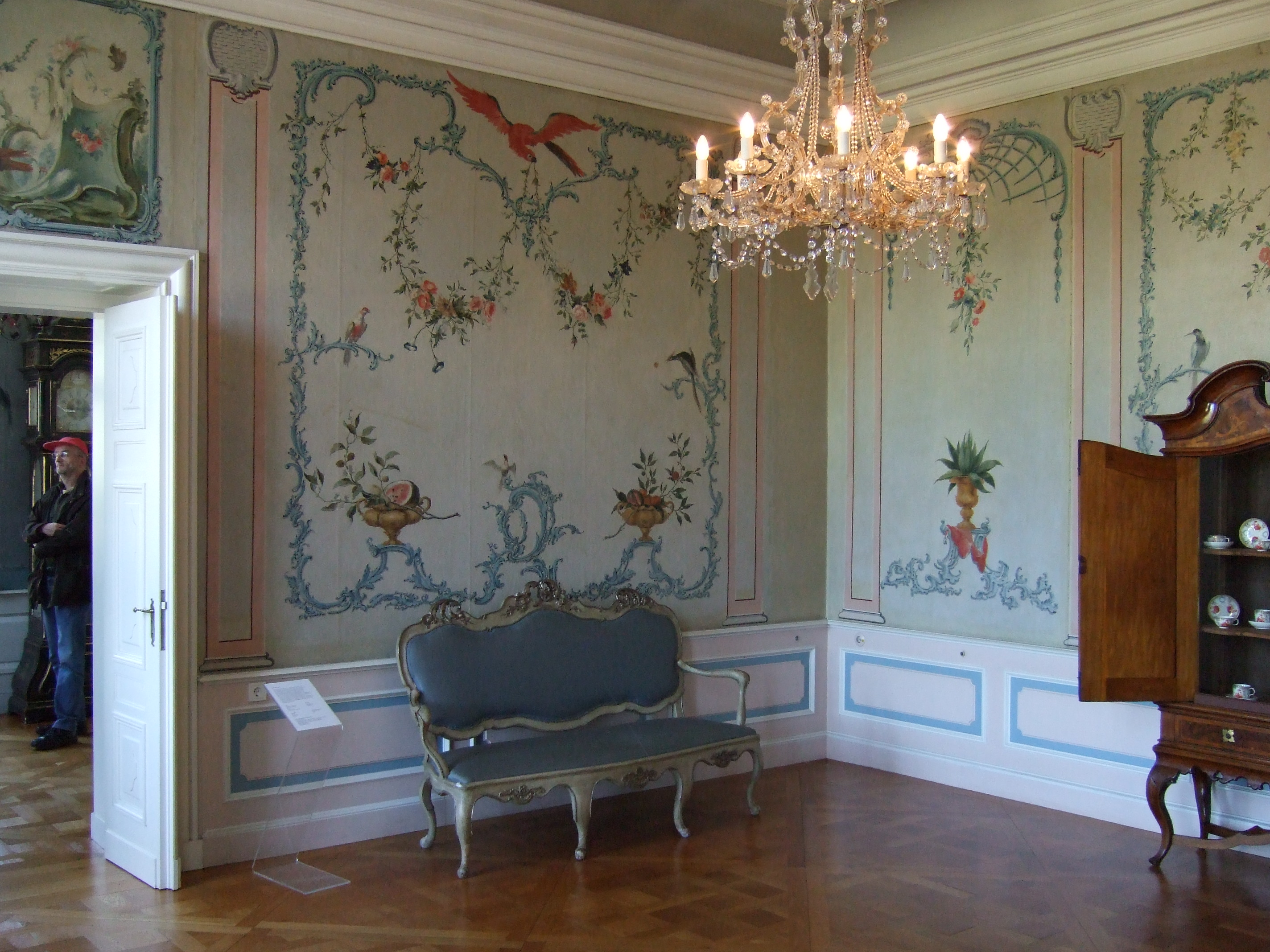
Rokokozimmer mit bemalten Tapeten aus Schloss Lohm im Kreis Kyritz, um 1740
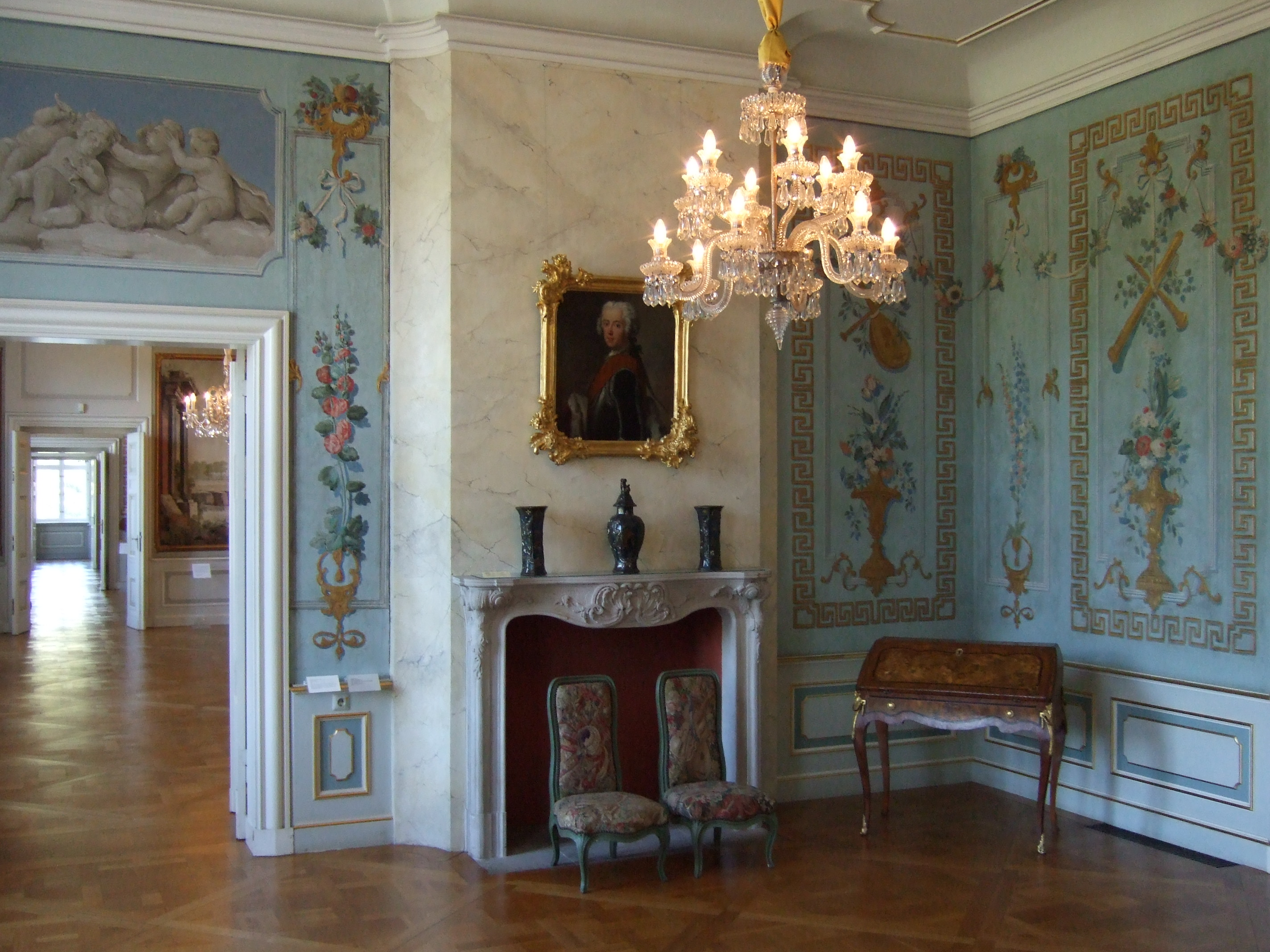
Musikzimmer mit bemalten Tapeten aus Schloss Ostrau, um 1720/1730
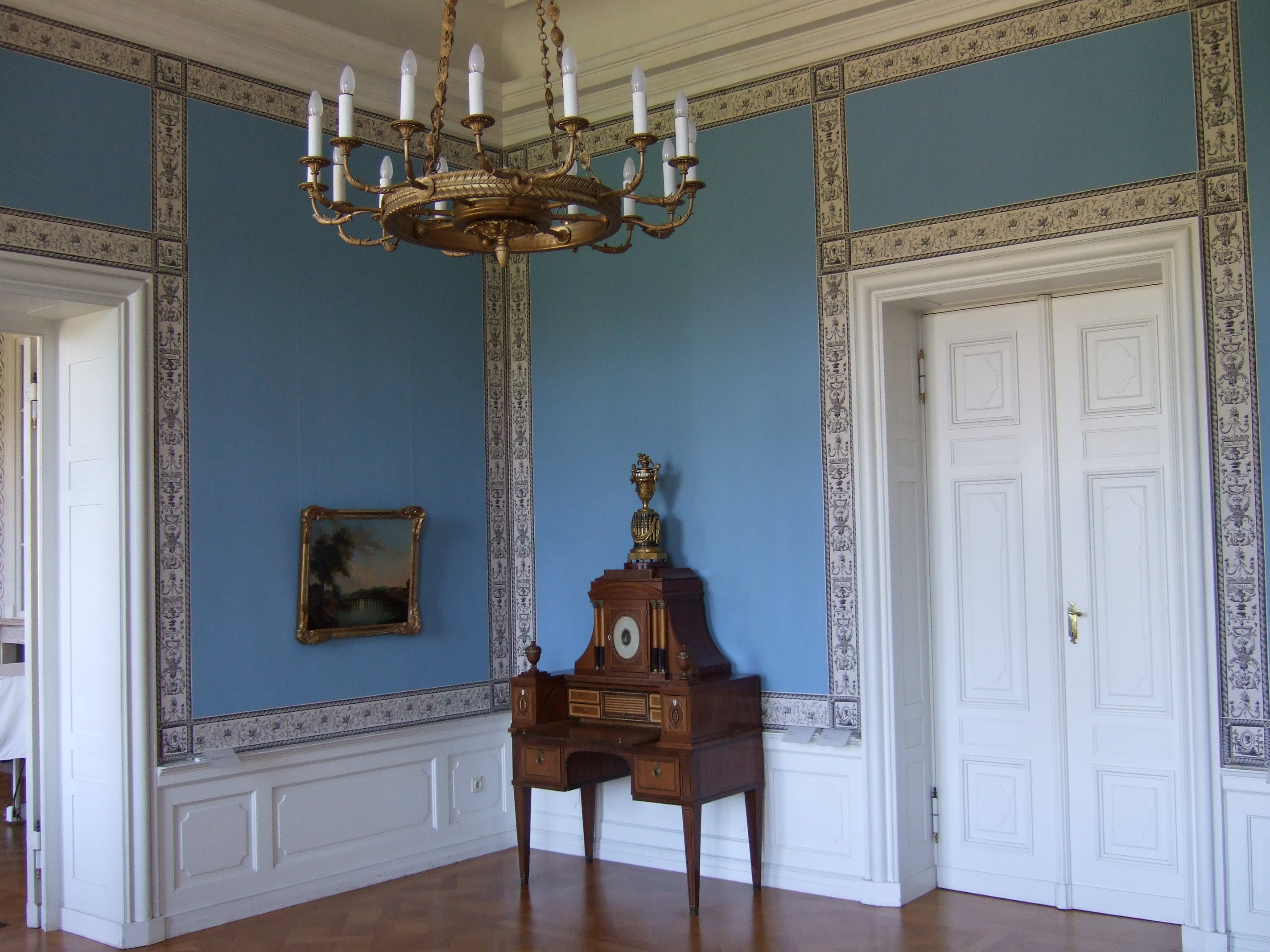
Blaues Zimmer mit Bordürentapete nach einem Rheinsberger Vorbild, um 1800
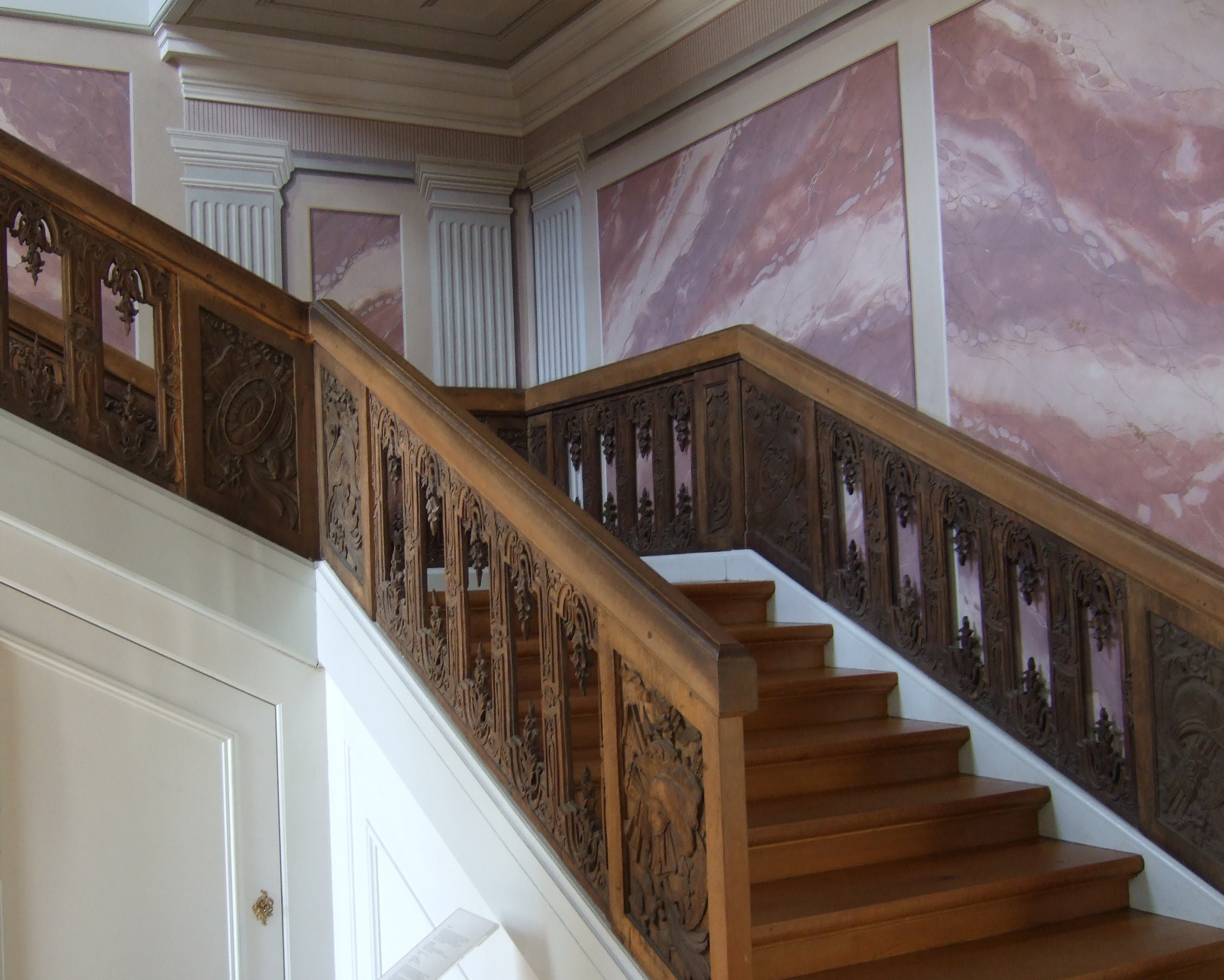
Treppe mit geschnitztem Geländer aus Eichenholz, 1719 entworfen

## Weitere Literatur
- F. Maak (Hrsg.): Kurze Geschichte von Berlin-Friedrichsfelde und Karlshorst zum Gebrauch für Schule und Haus. Leipzig 1917 (in einem Zeitungsartikel vom Oktober 2002 als Zusammenfassung).